# Codigoro
Codigoro er en by med 11.072(2023) indbyggere
i provincen Ferrara i regionen Emilia-Romagna i norditalien. Codigoro er partnerby til Eppertshausen, Darmstadt-Dieburg, Hessen, Tyskland.